# Amelia Rosselli
Amelia Rosselli, née le 28 mars 1930 à Paris, morte le 11 février 1996 à Rome, est une poète italienne.

## Biographie
Fille de Carlo Rosselli et de Marion Cave (d'origine anglaise), Amelia Rosselli naît en 1930 à Paris durant l'exil de son père, militant italien antifasciste cofondateur du mouvement Giustizia e Libertà. 
Pendant la guerre, la famille est ballotée de France en Suisse, de Suisse en Angleterre, puis aux États-Unis, où Amelia Rosselli se familiarise avec les grands noms de la littérature anglo-saxonne, James Joyce, Ezra Pound, Sylvia Plath. Mais plus que la littérature, c'est d'abord la musique qui la passionne.
Après guerre, à la mort de sa mère, elle se rend pour la première fois en Italie. Mais ce n'est que dans les années 1950 qu'elle décide de s'installer définitivement à Rome, vivant de traductions et d'articles sur la musique tout en se consacrant à la poésie. Parlant et écrivant en trois langues (français, anglais, italien), elle hésite longtemps entre ces langues. L'anglais lui semble correspondre au « religieux », le français à « la rébellion contre les dieux », et l'italien au « concret rythmé ». Elle écrit finalement en italien, et plus ponctuellement en anglais (voir son recueil Sleep).
Cousine d'Alberto Moravia, fille d'un personnage illustre, elle s'insère rapidement dans la vie culturelle de la capitale italienne, et devient une proche du Gruppo 63. Elle ne fait toutefois jamais partie officiellement de ce groupe. En 1962, elle rencontre Pier Paolo Pasolini qui rédige une préface à ses poèmes, ce qui lui permet de publier Variazioni belliche chez Garzanti en 1964 (Variations de guerre chez Ypsilon en 2014). Suivent Serie Ospedaliera, Documento, Appunti Sparsi e Persi, etc.. qui finissent de l'inscrire dans une modernité poétique, associée à la « Génération des années trente ».
L'assassinat de son père en 1937 puis la maladie de Parkinson marquent durablement Amelia Rosselli qui souffre toute sa vie de troubles psychiques. Elle se suicide, se jetant par la fenêtre  de son appartement de la via del Corallo, à Rome, le 11 février 1996. Elle est enterrée au cimetière du Testaccio. La date de son suicide rappelle l'acte similaire de Sylvia Plath, une auteure que Rosselli a traduite et aimée lire, lui consacrant plusieurs pages critiques.

## Publications

### Poésie
- Variazioni belliche, Milan, Garzanti, 1964
- Serie ospedaliera, Milan, Il Saggiatore, 1969
- Documento (1966-1973), Milan, Garzanti, 1976
- Primi scritti (1952-1963), Milan, Guanda, 1980
- Impromptu, Genova, San Marco dei Giustiniani, 1981
- Appunti sparsi e persi, 1966-1977. Poesie, Reggio Emilia, Aelia Laelia, 1983
- La libellula, Milan, SE, 1985  (ISBN 88-7710-010-9)
- Antologia poetica, Milan, Garzanti, 1987
- Sonno-Sleep (1953-1966), Rome, Rossi & Spera, 1989
- Sleep. Poesie in inglese, Milan, Garzanti, 1992  (ISBN 88-11-63687-6)
- Variazioni belliche, Fondazione Marino Piazzolla, 1995, préface Pier Paolo Pasolini
- Le poesie, Milan, Garzanti, 1997  (ISBN 88-11-66924-3)
- L'opera poetica, éd. Stefano Giovannuzzi, Milan, Mondadori, 2012 (« I Meridiani »)  (ISBN 978-88-04-60485-3)

## Sonno-Sleep
Ce recueil de poésie est directement inspiré de l'attrait d'Amelia pour les sonorités. Sonorités musicales de la poésie, sonorité de l'environnement immédiat, la poétesse repousse les limites dans la confrontation ou la symbiose de la musicalité du texte et de ce que peut capter l'oreille humaine. Ville, campagne, corps, atmosphère, etc., ses inspirations sont multiples. Ce qui est couché sur le papier doit pouvoir resurgir à la lecture. Plus qu'un écho, une source sonore qui jaillit à la lecture pour se déverser et envahir l'esprit à l'écoute.

### Prose
- Prime prose italiane, 1954
- Diario ottuso. 1954-1968, Rome, IBN, 1990  (ISBN 88-7565-072-1)

### Essais
- Una scrittura plurale. Saggi e interventi critici, Novara, Interlinea, 2004  (ISBN 88-8212-184-4)
- Neoavanguardia e dintorni, avec Edoardo Sanguineti et Elio Pagliarani, Palerme, Palumbo, 2004  (ISBN 88-8020-544-7) [VHS]

### Autres
- Lettere a Pasolini. 1962-1969, Gênes, S. Marco dei Giustiniani, 2008  (ISBN 978-88-7494-215-2)
- È vostra la vita che ho perso. Conversazioni e interviste 1964-1995, Florence, Le Lettere, 2010  (ISBN 978-88-6087-318-7)

### Publications en français
- Document, traduction de Rodolphe Gauthier, Éditions La Barque, 2015
- La Libellule, traduction de Marie Fabre, Ypsilon, 2014[7]
- Variations de guerre, Ypsilon, 2012, traduction de Marie Fabre
- Impromptu, bilingue (trad. fr. et postface de Jean-Charles Vegliante), Paris, Tour de Babel, 1987  (ISBN 2-9501979-0-6), à présent dans éd. trilingue, Toronto, Guernica, 2014
- La libellule (suite), tr. J.-Ch. Vegliante [8]